# Ratto da compagnia

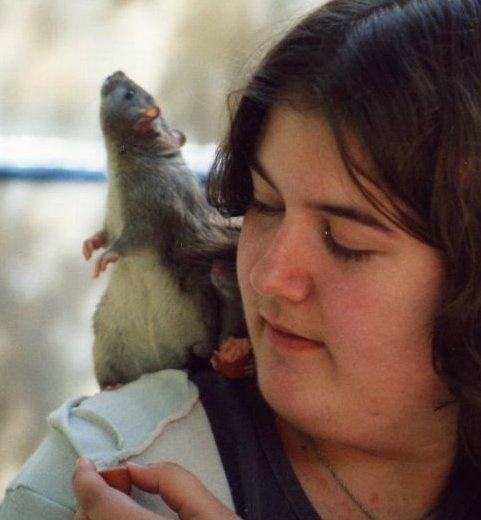
Fancy rat da compagnia

I ratti da compagnia o ratti domestici, detti anche fancy rat (secondo una denominazione inglese largamente diffusa anche nella letteratura in lingua italiana), sono ratti norvegesi allevati come animali da compagnia. I ratti da compagnia presentano, rispetto ai loro simili selvatici, numerose differenze fisiche e comportamentali, ascrivibili sia a influssi ambientali che agli effetti della riproduzione selettiva negli allevamenti.
La pratica di tenere ratti come animali da compagnia ebbe origine nel Regno Unito nella prima metà dell'Ottocento (la celebre scrittrice e illustratrice inglese Beatrix Potter, per esempio, possedeva un ratto bianco), ma si è diffusa in modo significativo solo a partire dagli ultimi decenni del Novecento. Oggi i ratti sono usati come animali da compagnia in gran parte del mondo, nonostante qualche resistenza culturale (legata soprattutto all'idea che siano portatori di malattie trasmissibili all'uomo) e, in alcuni casi, espliciti divieti legislativi.

## Storia del ratto da compagnia

### Epoca vittoriana

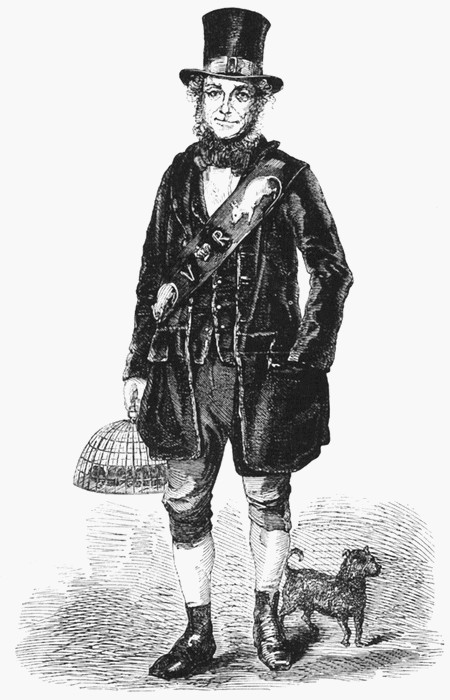
Jack Black, Acchiapparatti di Sua Maestà la Regina Vittoria. Illustrazione del libro di Henry Mayhew London Labour and the London Poor

L'uso sporadico di ratti norvegesi come animali da compagnia è attestato nel Regno Unito almeno dalla metà dell'Ottocento; fu nell'Inghilterra vittoriana che i ratti da compagnia iniziarono a differenziarsi da quelli selvatici attraverso la selezione operata da pochi pionieri del breeding (la selezione tramite incroci). Nel libro London Labour and the London Poor di Henry Mayhew sulla vita quotidiana della povera gente di Londra (1851) vengono citati almeno due personaggi che avevano a che fare con la selezione di ratti: Jack Black, "Acchiapparatti di Sua Maestà" (la Regina Vittoria), e Jimmy Shaw, direttore di un club di combattimento fra animali. Black, che si interessava tra l'altro del breeding di razze canine, prese l'abitudine di risparmiare alcuni dei ratti che catturava, scegliendo quelli con le colorazioni di pelo più insolite e incrociandoli per ottenere ratti particolarmente "carini" da vendere come animali da compagnia. I suoi clienti erano principalmente signorine benestanti dell'alta società vittoriana:
(Jack Black intervistato da Henry Mayhew, London Labour and the London Poor, cap. "Jack Black")
L'altro personaggio citato da Mayhew, Shaw, acquistava per il suo club grandi quantità di ratti che venivano usati per il rat-baiting, uno "sport" che consisteva nel liberare in uno spazio chiuso qualche decina di ratti e un cane Terrier, e scommettere sull'esito della caccia. Anche Shaw, come Black, si interessava di razze canine, e applicava tecniche di riproduzione selettiva ai ratti più insoliti fra quelli che gli passavano per le mani destinati al baiting:
(Henry Mayhew, op. cit., capitolo "Jimmy Shaw")
Grazie a personaggi come Shaw e Black, alla metà del XIX secolo esisteva un certo commercio di ratti selezionati per l'aspetto insolito o gradevole; per esempio, l'autrice di favole e illustratrice Beatrix Potter possedeva un ratto bianco (che secondo alcune fonti le sarebbe stato venduto proprio da Black) alla cui memoria dedicò il libro Samuel Whiskers. La selezione pose le basi perché si differenziassero le prime varietà di fancy rat; per esempio, una delle marcature di pelo oggi più diffuse, la "Hooded" ("col cappuccio"), ebbe origine probabilmente in quest'epoca.

### La nascita delrat fancy

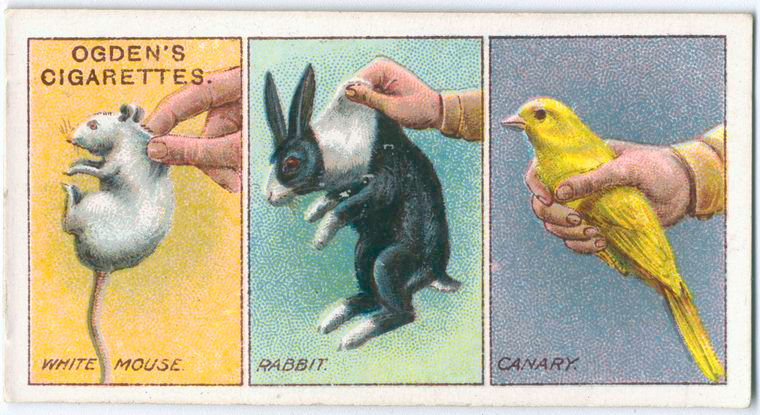
Figurina che mostra il modo corretto di tenere alcuni animali da compagnia (fra cui un topo), da una confezione di sigarette Ogden (Regno Unito, circa 1910)

Nella loro attività di allevamento selettivo di ratti, Shaw e Black trassero probabilmente ispirazione dall'analoga pratica di allevamento selettivo di topi "colorati", detti anche fancy mice, che era diventata popolare in Europa e nel Regno Unito già all'inizio del secolo. La popolarità dei topi colorati continuò ad aumentare per tutto l'Ottocento, culminando nella fondazione del 1895 del National Mouse Club ("club nazionale del topo") britannico, un'organizzazione che esiste tutt'oggi e che si occupa tra l'altro di definire standard estetici e di organizzare mostre e competizioni.
Fu inizialmente l'interesse per i topi "fancy" a fare da traino a quello per i ratti. All'inizio del XX secolo, una appassionata britannica di nome Mary Douglas intraprese una crociata per diffondere l'interesse per l'allevamento e l'incrocio di ratti da compagnia. Douglas, soprannominata "la madre del rat fancy" (espressione che potrebbe essere resa in italiano con "rattofilia", per calco da "cinofilia", dog fancy), introdusse tra l'altro l'espressione fancy rat che è entrata nell'uso internazionale per riferirsi ai ratti da "estimatori" (cioè selezionati). Nel 1901, Douglas convinse l'NMC ad ammettere anche i ratti a una esposizione di topi ad Aylesbury; lei stessa esibì un ratto di sua proprietà, "bianco e nero con marcatura pari" (ovvero "Hooded"), che suscitò un grande entusiasmo. Grazie alle iniziative di Douglas, nel 1912 l'NMC cambiò il proprio nome in "National Mouse and Rat Club" (NMRC, "club nazionale del topo e del ratto"). La stessa Douglas fu prima segretaria onoraria e poi presidente nell'NMRC, e fino alla sua morte nel 1921 si prodigò in numerosi modi per promuovere l'allevamento di fancy rats, finanziando gli allevatori, istituendo premi, e scrivendo assiduamente sulla rivista del club, Fur and Feather.
Dopo la morte di Douglas, l'interesse per i fancy rat subì una battuta d'arresto; la NMRC tornò a occuparsi solo di topi (ritornando alla sua denominazione originaria). Tuttavia, gli appassionati britannici continuarono a cercare nuovi modi di organizzarsi, e nel 1976 venne fondata la prima società dedicata esclusivamente ai ratti, la National Fancy Rat Society ("società nazionale dei fancy rat").

### Diffusione internazionale

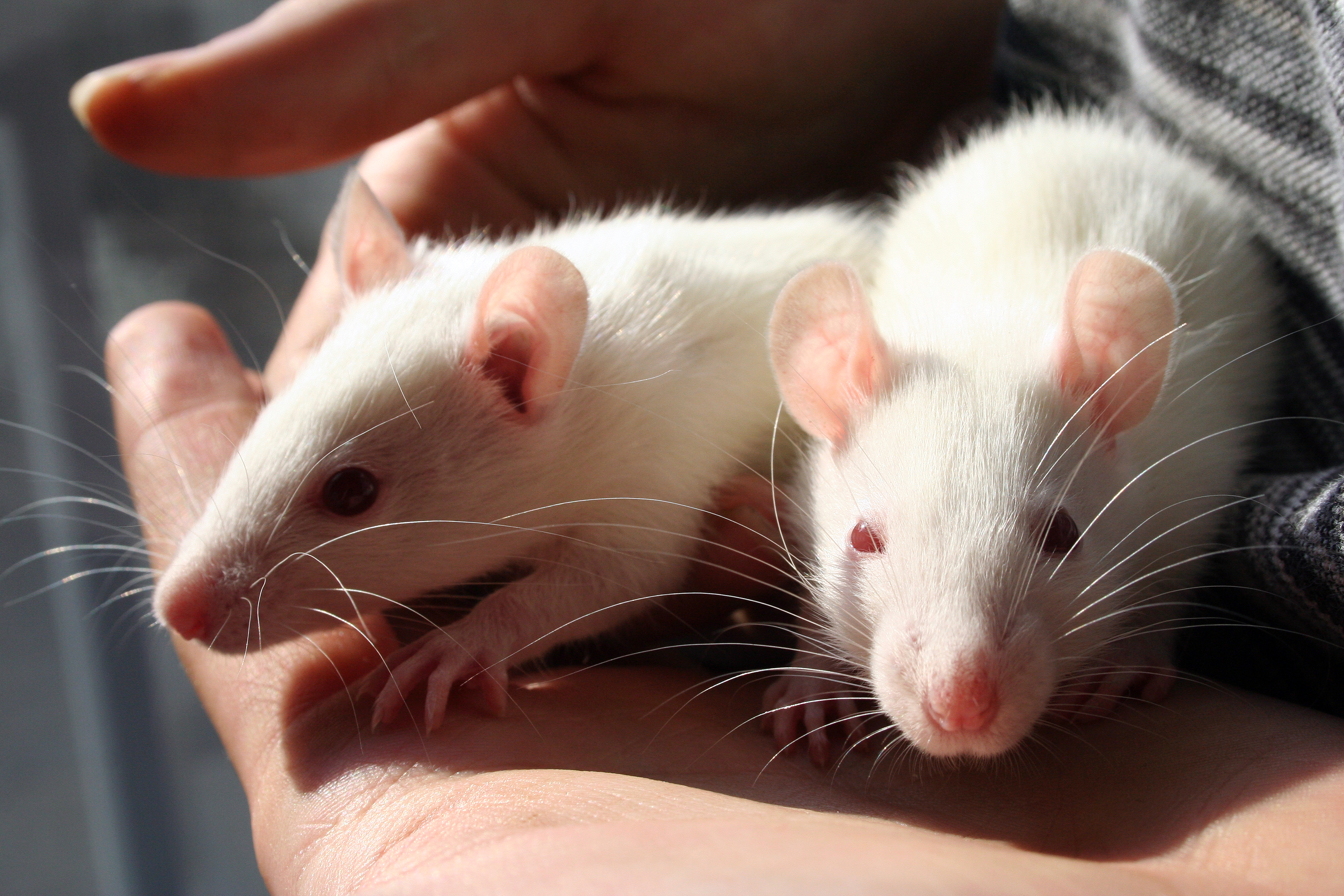
Ratti da laboratorio

Nel Novecento l'interesse per i ratti da compagnia si estese dall'Inghilterra alle altre nazioni, e in particolare agli Stati Uniti. Le prime pubblicazioni americane sull'argomento, degli anni venti, indicano che i primi ratti a essere adottati come animali da compagnia erano provenienti da laboratori di sperimentazione sugli animali; alcuni di questi laboratori contribuirono probabilmente a selezionare alcune varietà di ratti da compagnia, in modo indipendente da quanto avveniva nel Regno Unito. Ai ratti da laboratorio si aggiunsero in seguito fancy rats importati in America dall'Inghilterra. Alla fine degli anni settanta, in ogni caso, negli Stati Uniti esisteva già una certa consuetudine all'impiego di ratti da compagnia, e poco dopo la nascita della NFRS in Inghilterra, anche in America vennero fondate organizzazioni simili, quali la Mouse and Rat Breeders Association ("associazione degli allevatori di topi e ratti", 1978), e la American Fancy Rat and Mouse Association ("associazione americana dei ratti e dei topi da compagnia", 1983). Le associazioni di allevatori americane contribuirono all'evoluzione del ratto da compagnia selezionando nuove varietà; una delle più note varietà di origine statunitense è quella dei ratti "Dumbo".

### I fancy rat oggi
Oggi i ratti da compagnia sono diffusi in gran parte del mondo. In moltissimi paesi soprattutto occidentali esistono organizzazioni più o meno ufficiali di estimatori di ratti, che riproducono il modello del National Rat Fancy Club britannico e della American Fancy Rat and Mouse Association statunitense (e prima ancora, delle associazioni cinofile), occupandosi del breeding dei ratti, della formulazione di standard e definizioni rigorose per le numerose varietà che via via sono state selezionate, dei criteri di valutazione estetica nei concorsi di bellezza, del codice etico a cui allevatori o padroni di fancy rat dovrebbero aderire, e così via. Oltre a Gran Bretagna e Stati Uniti, i paesi in cui la cultura del fancy rat è più sviluppata, e dove esistono le associazioni più importanti, sono l'Australia e Russia. La popolarità relativa del ratto rispetto ad altri piccoli animali da compagnia varia da paese a paese. Diverse statistiche compilate negli Stati Uniti negli anni 2000 indicano ratti e topi (considerati insieme) fra i piccoli mammiferi da compagnia più diffusi, collocandoli dopo criceti, furetti e porcellini d'India ma prima, per esempio, dei gerbilli. Secondo le stime della Pet Food Manufacturer Association, anche nel Regno Unito i ratti si collocano dopo i criceti e prima dei gerbilli fra i piccoli animali da compagnia più popolari.
La commercializzazione di ratti da compagnia è universalmente diffusa, anche se essa è in gran parte legata alla vendita di ratti come feeder ("ratti da pasto"), cioè per essere usati come cibo per serpenti (principalmente boidi). Nella maggior parte del mondo, chi vuole un ratto domestico può scegliere fra diverse opzioni, fra cui: acquistarlo attraverso la grande distribuzione; acquistarlo da uno dei numerosi allevamenti e allevatori che selezionano ratti di varietà pregiate; adottarlo da una delle molte associazioni animaliste che si occupano del recupero dei ratti da laboratorio e che li cedono gratuitamente. A differenza di quanto avviene nella grande distribuzione, allevatori e associazioni animaliste in genere chiedono garanzie circa il fatto che i loro ratti siano adottati come animali da compagnia e non usati come ratti da pasto.

## Differenze rispetto ai ratti selvatici

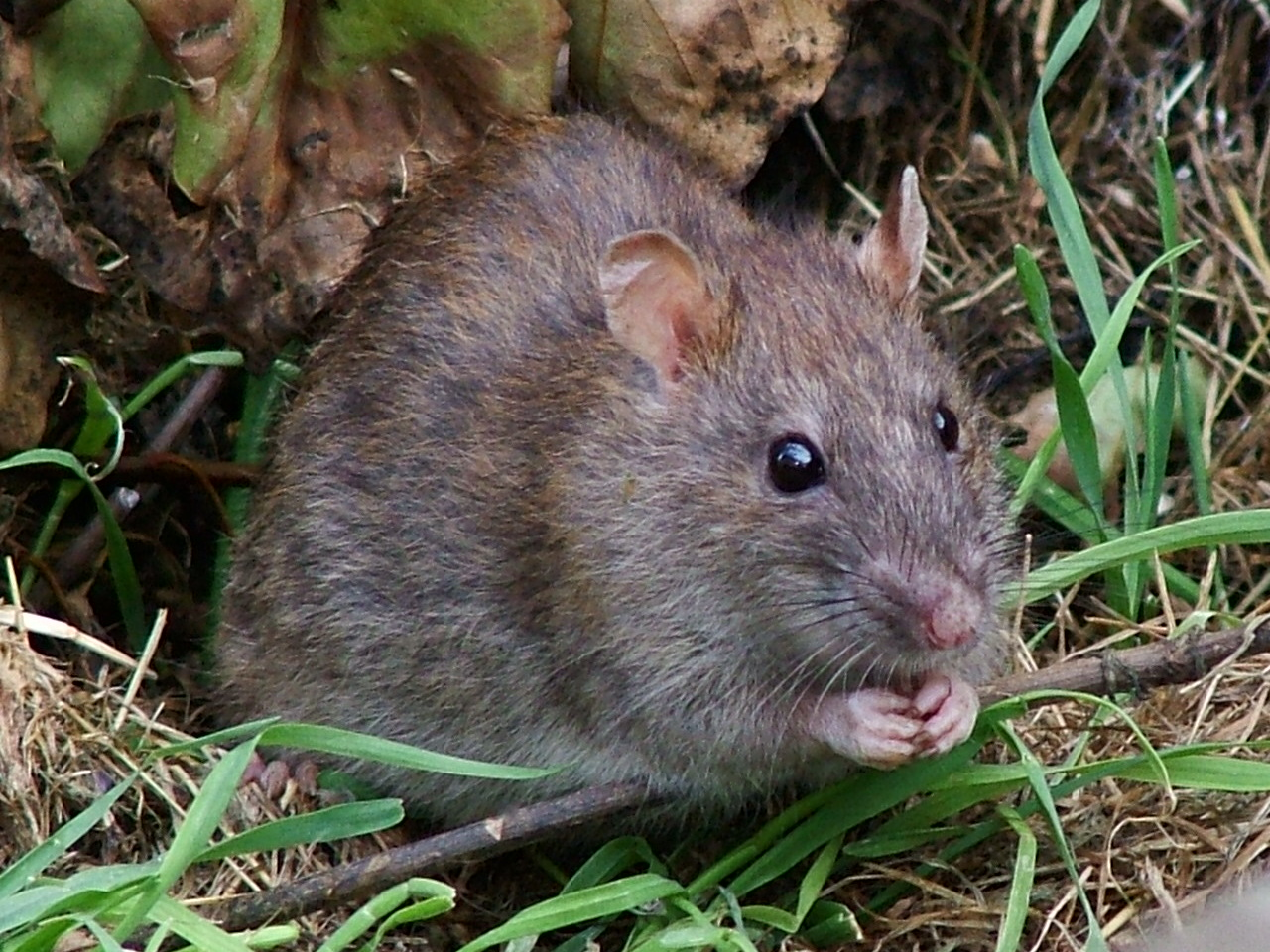
Ratto selvatico

Pur non costituendo una sottospecie biologicamente distinta, i ratti domestici esibiscono un certo numero di differenze rispetto a quelli selvatici, dovute sia alle conseguenze dell'allevamento selettivo che a fattori ambientali.
La differenza più evidente è nella colorazione: mentre il colore dei ratti selvatici, pur essendo soggetto a mutazioni casuali, è nella maggior parte dei casi di un colore grigio-marrone melange, quelli domestici sono selezionati secondo una grande varietà di colori base e marcature di colore o marking (vedi la sezione Varietà). Con riferimento ai ratti da laboratorio (affini a quelli da compagnia), è stato anche osservato che hanno generalmente cervello, cuore, fegato, milza e ghiandole surrenali di dimensioni più ridotte rispetto ai ratti selvatici; che reagiscono in modo più moderato a stimoli visivi e sonori come cambiamenti di luce o rumori improvvisi; che sono meno neofobi nei confronti dei cibi che non conoscono; che tollerano meglio la sovrappopolazione; che si accoppiano prima, e per un periodo più lungo della loro vita, e che esibiscono differenti strategie di combattimento. I ratti da compagnia, inoltre, sono più mansueti di quelli selvatici e più inclini a relazionarsi con gli esseri umani. È spesso difficile determinare quali di queste differenze siano dovute a fattori puramente ambientali e quali a cause genetiche, ovvero agli effetti della riproduzione selettiva.
Un discorso analogo vale per le aspettative di vita dei ratti domestici, che sono più che doppie rispetto a quelle dei ratti selvatici (2-3,5 anni del ratto domestico contro circa 1 anno di quello selvatico). I ratti domestici godono normalmente di una migliore alimentazione, sono protetti dai predatori, e spesso beneficiano di assistenza veterinaria, tutti fattori ambientali che ne favoriscono la longevità; allo stesso tempo, gli allevatori seguono spesso dei codici etici che vietano la riproduzione di esemplari che soffrono o hanno sofferto di patologie specifiche, favorendo così lo sviluppo di linee di ratti di costituzione particolarmente robusta (sebbene ci siano anche esempi noti di tratti artificialmente selezionati che risultano patogeni; si veda per esempio, più avanti, il caso dei ratti "Manx").

## Varietà
Come avviene per altre specie di animali domestici, l'allevamento selettivo ha portato allo sviluppo di un certo numero di varietà di ratto da compagnia. Tali varietà non si configurano come vere e proprie razze, bensì come combinazioni di un certo numero di tratti che possono essere ereditati l'uno indipendentemente dall'altro, e che non necessariamente sono trasmesse da un ratto alla sua prole. Le associazioni di amanti dei ratti domestici o di allevatori hanno progressivamente sviluppato un gergo tecnico con cui descrivere i principali tratti variabili nell'aspetto dei ratti da compagnia, che constano essenzialmente di: colore del pelo (e degli occhi), marcature (markings), e altri tratti somatici (tipo di pelo o sua eventuale assenza, conformazione delle orecchie, eventuale assenza di coda). Per ciascuno di questi tratti sono stati classificati un certo numero di "standard", a cui ogni specifico individuo può corrispondere in modo più o meno puro.

### Colore

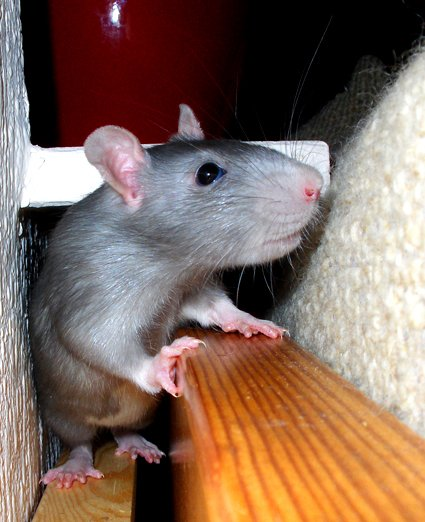
Colore "American Blue" (simile all'English Blue)

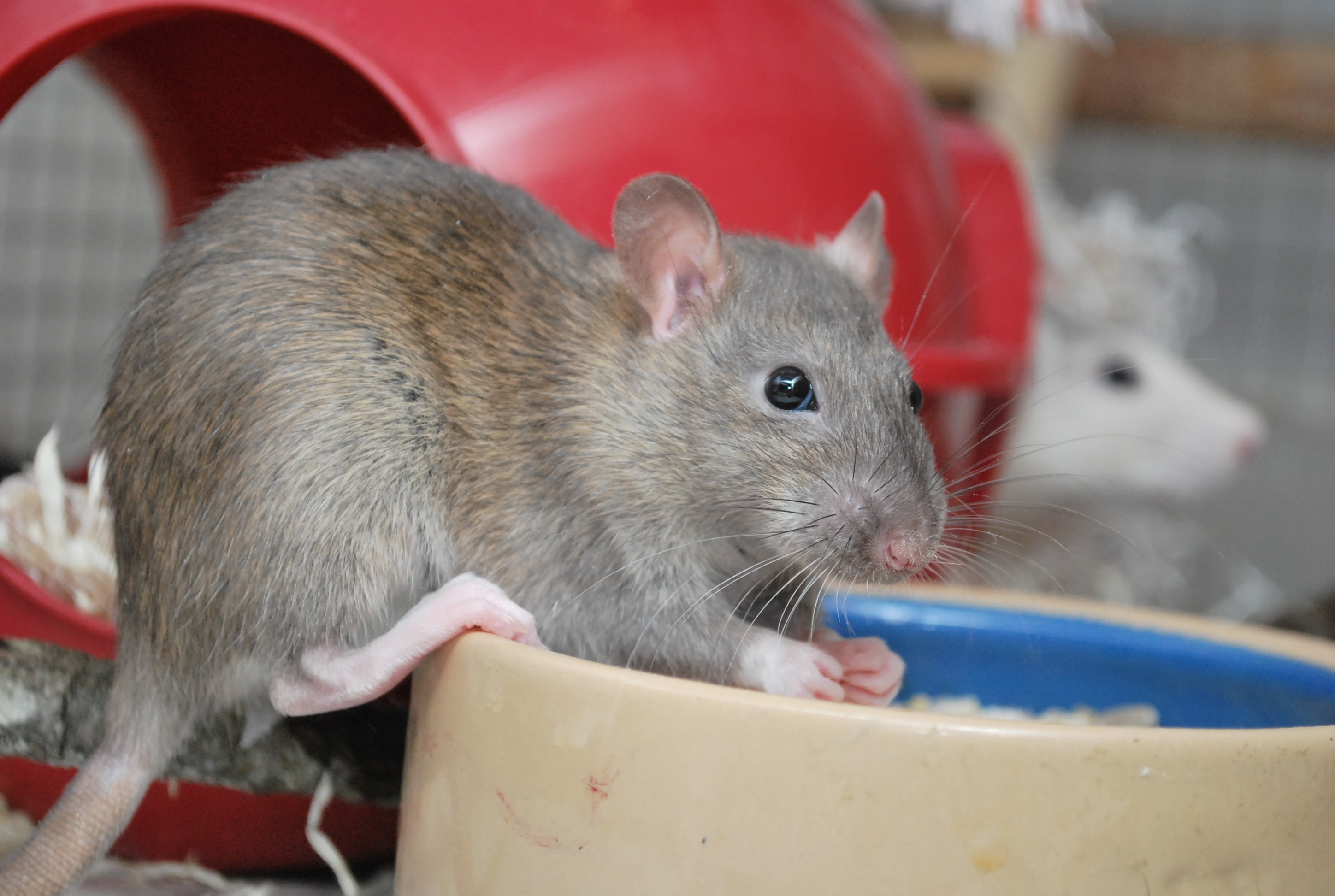
Colore "Agouti"

Per motivi genetici, il colore del pelo (inteso come colore del pelo non bianco: vedi la sezione "Marcature") e il colore degli occhi variano in modo correlato, per cui gli standard si riferiscono a entrambi questi elementi.
I colori del pelo si classificano innanzitutto fra colori a base nera (cioè peli di colore uniforme; non necessariamente di colore nero) o a base agouti. Le colorazioni di tipo agouti (che sono quelle largamente prevalenti nei ratti selvatici) sono caratterizzate dal fatto che ogni singolo pelo ha bande di diverse tonalità (marrone, rossiccio, crema, nero).
I colori degli occhi ammettono solo poche varianti principali: neri, "rubino" (rosso scuro molto intenso, talvolta difficile da distinguere dal nero), rosa e rossi. Si noti che il colore rosso degli occhi, che si associa comunemente all'albinismo, è presente anche in ratti non tecnicamente albini: si indicano come albini in senso stretto solo i ratti con gli occhi rossi e il pelo completamente bianco, senza sfumature di colore.
Alcune fra le principali varietà di colore a base nera sono:
- Nero: pelo nero uniforme, senza sfumature; occhi neri.
- Mink: grigio-marrone medio uniforme, occhi neri.
- English Blue: grigio-blu scuro o chiaro, eventualmente con l'attaccatura dei peli e il ventre più chiari; nelle varianti più scure, pancia e zampe dovrebbero avere lo stesso colore del dorso. Gli occhi sono neri se il pelo è scuro, nero o rubino se il pelo è più chiaro.
- Russian Blue: grigio-blu molto scuro e compatto (tendente all'acciaio) simile alla tonalità "blue" di gatti e cani; occhi neri.
- American Blue (noto anche come Slate Blue, Aussie Blue, Sky Blue o Powder Blue): grigio-celeste, con occhi neri o rossi.
- Russian Silver (noto anche come Double Blue o Silver Blue): grigio-blu più chiaro dell'English Blue, e uniforme dall'attaccatura alla punta del pelo come il Russian Blue; occhi neri.
- Silver (o Pink-Eyed Blue): variante dell'English Blue nei ratti con gli occhi rosa; il gene che determina il colore degli occhi schiarisce anche il colore del pelo, che risulta di un grigio-blu chiarissimo (color ghiaccio).
- Champagne: beige molto chiaro, occhi rosa.
- Beige (o Buff): color crema caldo, occhi rubino.
- Platinum: termine usato per riferirsi a due classi di colori; il primo, derivato dall'unione di Mink e Slate Blue, è un colore grigio-blu chiaro, con occhi rubino, ed eventualmente sfumature di giallo o oro. Il secondo è una variante dello Slate Blue simile al colore del platino, con occhi rossi.

Alcune fra le principali varietà di colore a base agouti sono:
- Agouti: colore complessivo marrone, con ventre più chiaro (grigio-argento); occhi neri.
- Blue Agouti (noto anche come Opal o Slate Blue Agouti): colore complessivo tendente al grigio-blu; occhi neri.
- Russian Blue Agouti: grigio-blu scuro, con ventre più chiaro.
- Silver Blue Agouti (o Russian Silver Agouti): grigio-azzurro derivato dall'unione di American Blue e Russian Blue.
- Fawn: colore arancione, occhi rossi.
- Silver Fawn (o Amber): arancione-oro chiaro, eventualmente inframmezzato di peli bianchi, più chiaro sul ventre; occhi rosa.
- Topaz (o Fawn): arancione-oro intenso, eventualmente inframmezzato di peli argentati; ventre di colore chiaramente diverso dal dorso, grigio-blu o argento; occhi rubino.
- Cinnamon: versione agouti del Mink, tendente al marrone-rossiccio.

Altre varianti:
- Albino: il gene dell'albinismo causa occhi rossi (rosa) e maschera completamente colore e marking, col risultato di un pelo uniformemente bianco (senza sfumature).
- Husky o Roan: pelo che diventa più brizzolato col tempo, in alcuni casi fino a sfumare nel bianco. La versione standard è combinata con marking Blazed/Badger.

### Marcature

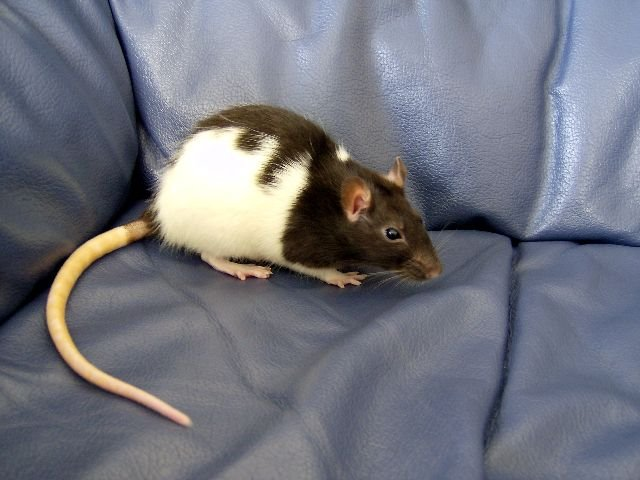
Marcatura "Hooded"

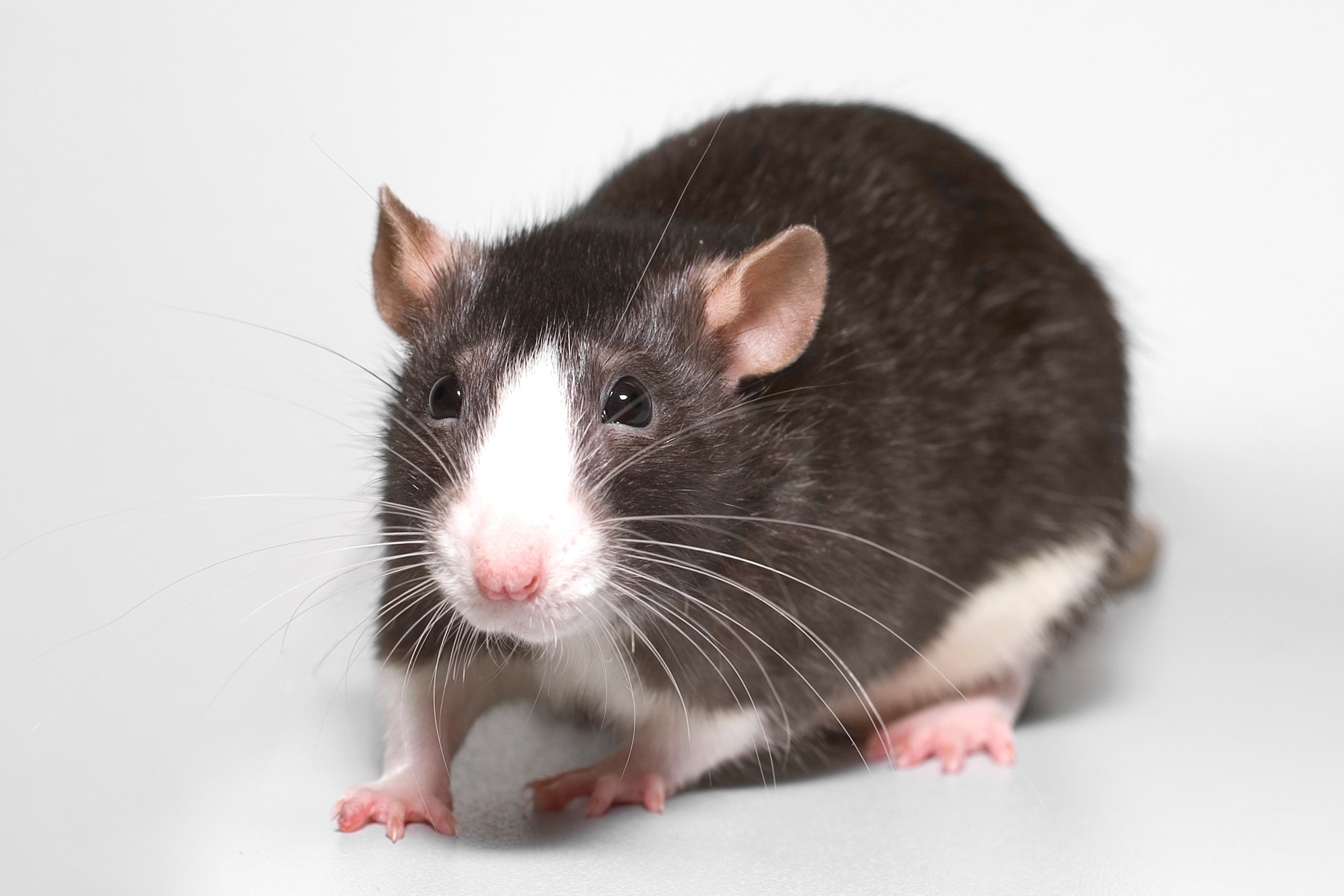
Marcatura "Blazed"/"Badger"

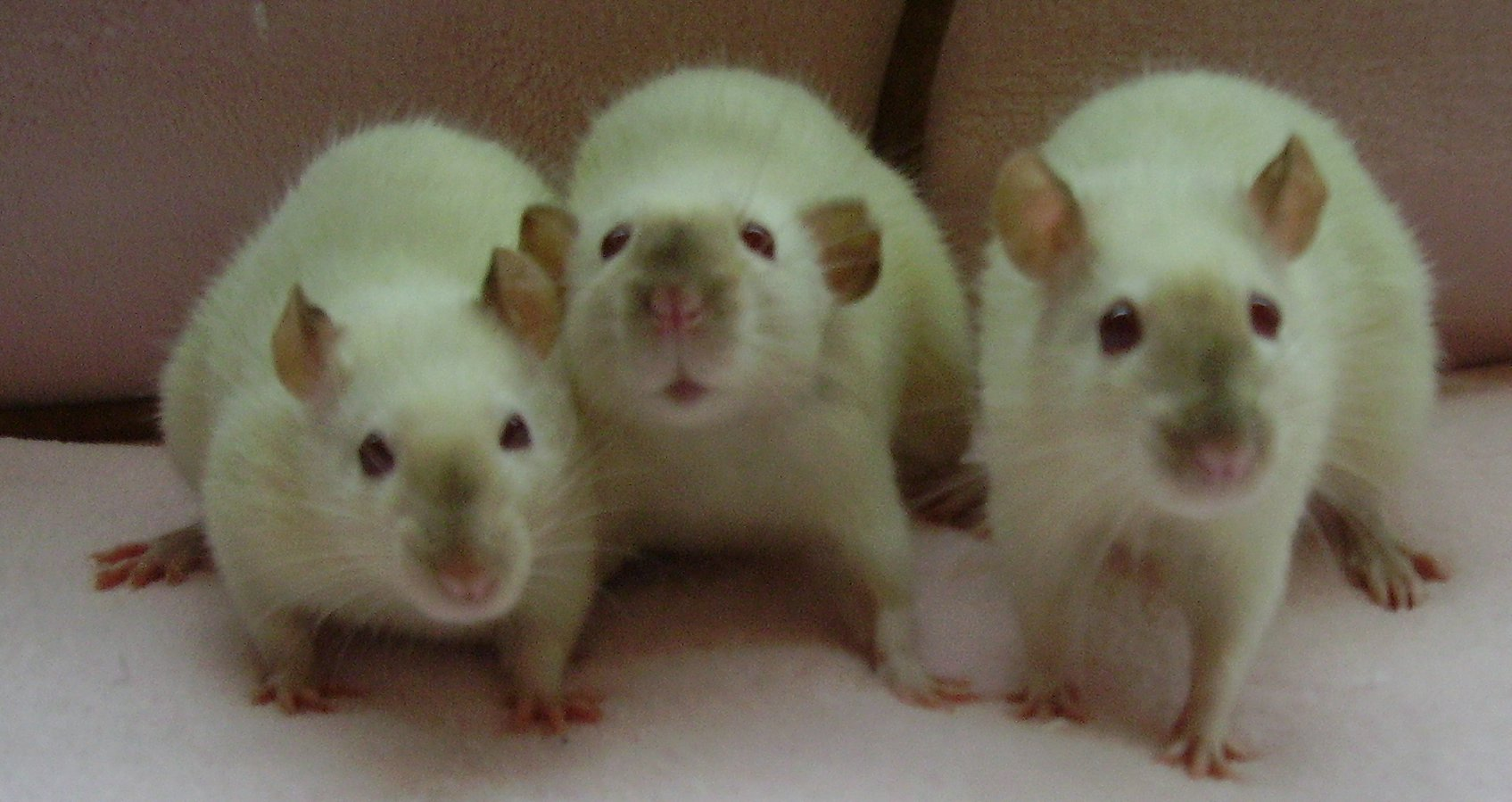
Marcatura "Himalayan"

Molte varietà di ratti domestici hanno il manto in parte colorato e in parte bianco; per "marcatura" (marking) si intende la forma secondo cui è distribuito sul corpo il pelo colorato. Allevatori e appassionati hanno classificato una varietà di marking standard, definendo spesso anche i parametri con cui valutare l'aderenza allo standard del marking di un determinato esemplare. Si noti che il concetto di marcatura si può applicare anche a ratti glabri o parzialmente glabri, in quanto al marking corrisponde anche una diversa colorazione della pelle, osservabile anche in assenza di pelo.
Alcune fra le principali marcature sono:
- Self (o Solid): un unico colore uniforme, senza aree bianche, nemmeno sulle zampe.[31]
- Hooded: colore su testa, spalle, collo e torace a formare una sorta di "cappuccio" (hood), e una striscia di colore che corre al centro del durso lungo la spina dorsale, dal cappuccio fino alla coda. Lo standard prevede che la linea dorsale sia il più possibile simmetrica, non spezzata, e copra parte della coda. La marcatura di tipo "Hooded" è una delle più comuni fra i ratti da compagnia moderni, e probabilmente fu una delle prime a essere selezionate; tuttavia, i ratti che aderiscono pienamente allo standard sono estremamente rari.[11]
- Berkshire: dorso di un unico colore uniforme, con una macchia bianca sul ventre e guanti bianchi alle zampe. Lo standard prevede che la macchia sul ventre sia piccola, simmetrica, estesa in lunghezza dal collo alla coda, e limitata alla parte inferiore del corpo (non i fianchi). La coda dovrebbe essere preferibilmente mezza bianca (verso l'estremità).
- Irish: marcatura geneticamente correlata alla Berkshire, caratterizzata da un unico colore uniforme fatta eccezione per un piccolo triangolo bianco sul torace, fra le zampe anteriori, e per i guanti bianchi. Possono avere anche una piccola macchia bianca sul ventre.
- Banded (nota anche come American Berkshire, Aurora o Blazed Banded): una banda di colore che copre la parte superiore del corpo; ventre, torace, fianchi e zampe bianchi. Lo standard prevede che la banda sia simmetrica. Può essere presente una marcatura Blazed sulla testa.
- Masked: una singola macchia di colore, di forma approssimativamente rettangolare, che copre gli occhi.
- Bareback: come la variante Hooded, senza la linea dorsale.
- Capped: testa colorata (fino alle orecchie) e il resto del corpo bianco.
- Blazed: un triangolo o una linea dritta o spezzata (a saetta) di colore bianco, che parte dal naso e arriva col vertice superiore fra le orecchie. Questo marking è spesso combinato con altri; nel caso si combini con i marking Banded o Berkshire, l'insieme viene chiamato anche Badger ("tasso"). I ratti con marking Blazed hanno quasi sempre colore Husky.
- Cap/stripe: colore sulla testa e una banda di colore (non contigua) lungo il dorso.
- Patched: chiazze di colore sulla testa, col resto del corpo bianco.
- Dalmatian: macchie irregolari di colore sul corpo, spesso con una macchia a forma di collare che passa dietro le orecchie.

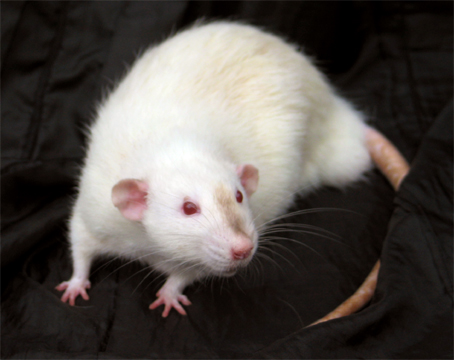
Ratto "Dumbo"

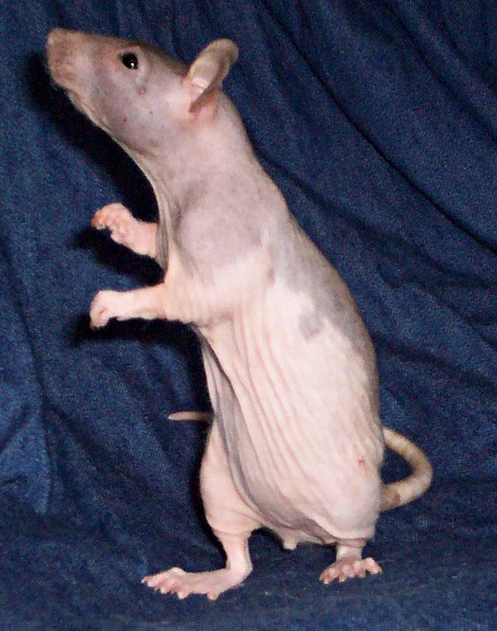
Ratto "Hairless" (nudo). La marcatura è comunque visibile dal colore della pelle

Una particolare classe di marcature, dette marcature sfumate (shaded markings) è caratterizzata dalla combinazione del bianco con due (raramente tre) diversi colori base, eventualmente con sfumature intermedie. Alcune delle principali marcature sfumate sono:
- Siamese: pelo color crema sfumato da più chiaro a più scuro sulle estremità (zampe, naso, orecchie, coda), ventre beige chiaro, occhi rubino. Le estremità scure possono essere di diversi colori (per esempio nero o Mink).
- Himalayan: occhi rossi e pelo prevalentemente bianco, ma con le estremità più scure (simile al Siamese ma combinato con l'albino, quindi più chiaro). Anche in questo caso le estremità scure possono essere di diversi colori.
- Black Eyed Siamese/Himalayan: come le due precedenti marcature, ma con occhi neri.
- Merle: colore principale Mink o derivati, con macchie più scure.

### Altri tratti somatici
Altri tratti che sono stati selezionati dagli allevatori domestici, oltre al colore e alle marcature, riguardano la forma del corpo o la conformazione dei peli. Questi includono:
- Dumbo: orecchie più grandi, arrotondate, posizionate più lateralmente sulla testa e orientate più verso il basso (da cui la denominazione, che si riferisce alla somiglianza con l'elefante disneyano Dumbo). Varietà selezionata negli Stati Uniti, oggi estremamente popolare in tutto il mondo.[34]
- Rex: pelo e vibrisse arricciati.
- Double Rex: è il risultato dell'accoppiamento di due ratti Rex o un Rex e un Double Rex, e può portare a due diversi tratti fenotipici: corpo quasi completamente glabro (che può essere confuso con un Hairless, vedi sotto), o pelo molto sottile e corto.
- Hairless (o Sphynx): baffi ricci, corpo glabro; si parla anche comunemente di ratti nudi, e si usa talvolta la denominazione True Hairless per distinguere questo tratto con il caso glabro del Double Rex. Alcune varietà, dette "fuzz", presentano una peluria molto corta e leggera.
- Satin (o Silk): pelo lungo e setoso. Si associa a colori beige chiari.
- Manx (o Tailless): coda assente (come per i gatti Manx). La selezione di questo tratto è controversa da un punto di vista etico, in quanto l'assenza di coda (che serve ai ratti norvegesi, tra l'altro, come termoregolatore) può causare numerosi problemi di salute, difficoltà nel parto, e insorgenza di spina bifida nella riproduzione.[35]

### Varietà, standard e genetica
Se i primi selezionatori di ratti si basavano su principi essenzialmente empirici, l'avvento della genetica mendeliana ha in gran parte rivoluzionato la prassi della selezione dei ratti da compagnia. Gli allevatori moderni possono contare su una conoscenza approfondita della genetica di tratti come colore e marking. La letteratura sull'argomento ha classificato e codificato i principali geni che influenzano le varietà di ratti; ciascuna delle varietà descritte nelle sezioni precedenti può essere ricondotta a una determinata (e nota) combinazione di geni, nella maggior parte dei casi geni recessivi. Per esempio, la colorazione "Fawn" è data dalla combinazione dal gene "A", che determina la colorazione "Agouti", col gene "r" o "RED" (da Red-Eye Dilute, "diluitore occhi rossi"), che determina gli occhi rossi e lo schiarimento del colore del pelo.
Nonostante questa base teorica sia utile agli allevatori che si prefiggono di selezionare esemplari il più possibile aderenti agli standard definiti dalle associazioni come la AFRMA, la definizione di tali standard non contiene specifiche indicazioni genetiche, ma si limita a codificare tratti esteriori osservabili. Per esempio, pur essendo nota la combinazione di geni che determina tipicamente la marcatura "Himalayan", qualsiasi ratto che abbia l'aspetto di un "Himalayan" viene considerato un "Himalayan", a prescindere dal suo effettivo corredo genetico.

## Comportamento sociale in cattività

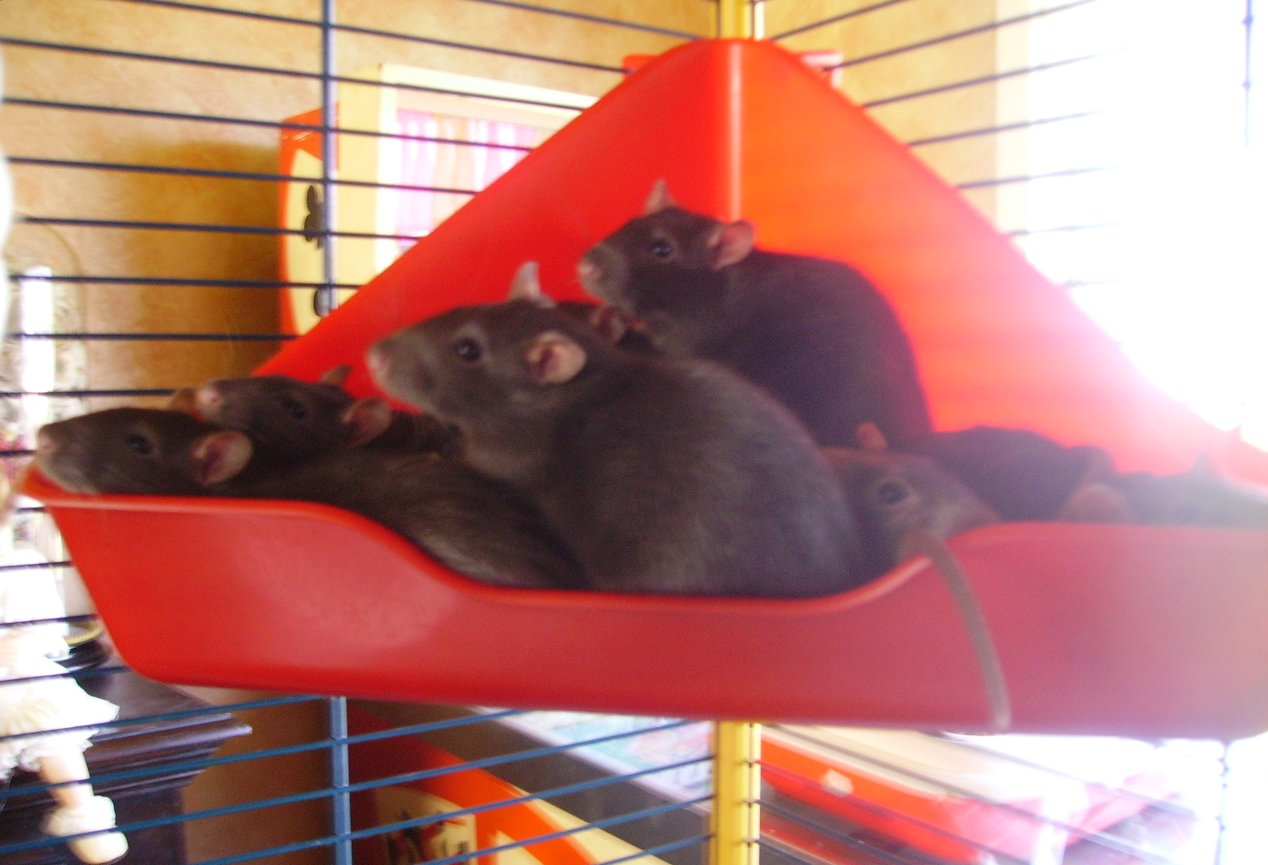
Ratti allevati in gruppo

A differenza di quanto avviene per altri roditori da compagnia, è ampiamente riconosciuto che i ratti, anche in cattività, necessitano della compagnia di loro simili, e le associazioni di allevatori ed estimatori raccomandano di acquistare ratti da compagnia sempre almeno in coppia; gruppi più numerosi permettono lo sviluppo di relazioni sociali più complesse. Va tuttavia anche considerato che i ratti sono territoriali (e quindi possono essere aggressivi nei confronti di altri esemplari introdotti troppo bruscamente nel loro ambiente), e che la creazione di un assetto sociale implica necessariamente un certo periodo di conflitto per la determinazione dell'individuo alfa. Una volta stabilito questo assetto, i ratti esibiscono una grande varietà di comportamenti sociali, alcuni dei quali (per esempio il grooming) possono avere un ruolo importante per la salute fisica del ratto oltre che per quella psicologica.

## Aspetti sanitari
Dal punto di vista delle patologie a cui sono esposti o di cui possono essere vettori, in linea di principio, i ratti domestici non si differenziano da quelli selvatici (vedi R. norvegicus). Tuttavia, le diverse condizioni di vita (e, in qualche caso, gli effetti della selezione artificiale) fanno sì che l'incidenza di molte patologie sia significativamente diversa nei due casi.

### Salute del ratto
Vivendo al chiuso, e bevendo acqua trattata per essere potabile dall'uomo, i ratti da compagnia sono meno soggetti all'esposizione a batteri come quelli della salmonellosi o la Pseudomonas aeruginosa, ed è meno probabile che entrino in contatto con blatte e pulci, che sono vettori di infezioni e parassiti dei ratti, come il tifo murino e la tenia murina.
Al contrario, i ratti in cattività possono essere più vulnerabili rispetto a patologie altamente infettive, e che quindi tendono a diffondersi in ambienti come i negozi di animali, dove molti individui sono tenuti in stretto contatto l'uno con l'altro per tempi prolungati. Alcuni esempi in questo senso sono il virus Sendai e il batterio Mycoplasma pulmonis; quest'ultimo è noto per essere presente praticamente in tutti i ratti da compagnia, anche se di solito in forma dormiente. I ratti da compagnia possono anche essere soggetti a patologie favorite da condizioni di stress, come la malattia di Tyzzer o la pseudotubercolosi. Una dieta particolarmente ricca di calorie rende più probabile l'insorgere di adenoma pituitario. Ambienti poco umidi o eccessivamente caldi possono invece causare necrosi della coda (ringtail), una lesione della coda che in casi particolarmente gravi può richiederne l'amputazione.
Un piccolo numero di agenti patogeni possono essere trasmessi dall'uomo al ratto; un esempio è il batterio della polmonite Streptococcus pneumoniae, che può essere molto pericoloso per i ratti. Il fungo Pneumocystis jirovecii, trasmesso dall'uomo e che si trova praticamente in tutti gli animali domestici, è in generale asintomatico nei ratti, ma può anch'esso causare polmonite in individui con sistema immunitario debilitato.

### Salute dell'uomo
Sebbene i ratti da compagnia siano spesso culturalmente percepiti come pericolosi per la salute del loro proprietario, essi non comportano un maggior rischio sanitario di quello relativo ad altri comuni animali domestici come cani e gatti, a meno che essi non siano stati in contatto con esemplari selvatici. Fra le malattie zoonotiche che vengono scorrettamente associate ai ratti da compagnia si possono citare la leptospirosi (presente nei ratti selvatici ma praticamente assente in quelli domestici), la toxoplasmosi (che può essere contratta dai ratti ma non trasmessa dai ratti agli esseri umani) e addirittura la peste (per la quale nemmeno i ratti selvatici sono considerati rischiosi). Il principale rischio sanitario associato al contatto con i ratti domestici è la dermatofitosi, una infezione cutanea facilmente curabile. Esiste anche il rischio, seppure molto remoto, di contrarre la febbre da morso di ratto (più diffusa in Asia e nelle Americhe che in Europa).

## Percezione culturale e legislazione

Uccidi il ratto! [...] Non lasciarne scappare nemmeno uno. Locandina educativa pubblicata dal ministero dell'agricoltura statunitense, ca. 1918

La scelta di adottare ratti come animali da compagnia, nonostante la progressiva diffusione del fenomeno soprattutto a partire dalla seconda metà del Novecento, viene in genere percepita come anomala o anticonformista, dato che la percezione culturale del ratto, soprattutto nel mondo occidentale, è prevalentemente negativa. Anche nella finzione, le rappresentazioni di relazioni positive fra uomini e ratti sono sporadiche e riguardano prevalentemente ratti selvatici "addomesticati" piuttosto che ratti domestici. Una delle più recenti opere di questo genere, il film d'animazione Disney - Pixar Ratatouille, contiene numerosi riferimenti alla "difficoltà" del rapporto uomo/ratto (anche riletta allegoricamente dal punto di vista dei ratti); e non a caso l'edizione in DVD del film è stata corredata di un cortometraggio educativo dal titolo Your Friend the Rat ("Il tuo amico ratto", tradotto impropriamente in italiano come Il tuo amico topo), che si propone di sfatare alcuni dei miti associati alla percezione negativa comune dei ratti. I pregiudizi culturali nei confronti dei ratti sono principalmente legati all'idea che essi costituiscano un pericolo da un punto di vista igienico-sanitario.
I divieti legislativi all'adozione di ratti di compagnia sono piuttosto rari, e in generale giustificati da considerazioni di rischio ambientale più che igienico, a causa della natura potenzialmente infestante del ratto norvegese come di altre specie animali correlate. In Australia, per esempio, è vietato importare roditori dall'estero, anche come animali da compagnia, sebbene sia ammesso allevarli e venderli localmente. La provincia canadese dell'Alberta persegue dagli anni cinquanta una più radicale politica "rat free" che attualmente vieta la detenzione di ratti al di fuori di scuole, laboratori, o zoo.